# Carte de identitate
O Carte de identitate ori un document de identitate (numit de asemenea o piesă de identificare sau ID) este orice document care poate fi folosit pentru a dovedi identitatea unei persoane. Dacă este emis într-un format de dimensiuni mici, formular standard de dimensiunea cardului de credit, se numește, de obicei, un buletin de identitate (carte de identitate, carte de cetățean), ori pașaport. Unele țări eliberează documente de identitate formale, ca cărți de identitate naționale care pot fi obligatorii sau ne-obligatorii, în timp ce altele pot necesita verificarea identității utilizând identificarea regională sau documentele informale. Atunci când documentul de identitate include fotografia unei persoane, aceasta poate fi numită fotografie ID. 

## Documente de identitate
Documentele de identitate au apărut din necesitatea existenței unei centralizări a persoanelor fizice, individualizate fiecare în parte printr-un document care conține un ansamblu de date unice de identificare. Documentele de identitate sunt legate de registre naționale de evidență a populației, acestea constituind o importantă resursă administrativă. Utilizarea lor la nivel mondial poate fi multiplă, mai ales în condițiile tehnologiei actuale (documente de identificare, elemente de înregistrare în diverse sisteme centralizatoare, "chei de acces" la sisteme integrate). În cadrul unor țări precum Spania, Portugalia, Thailanda sau Singapore, cărțile de identitate au devenit componente vizibile a unor rețele complexe și extinse care integrează sistemele de back-office din diferite agenții guvernamentale. Odată cu introducerea benzii magnetice și cu tehnologia microprocesor, aceste cărți electronice pot deveni o "cheie" pentru accesarea serviciilor publice.
Cărțile de identitate pot fi prezente și sub forma unor carduri inteligente.
În general cărțile de identitate pot fi:
- cu caracter obligatoriu - adresate tuturor persoanelor de pe teritoriul unei țări (ex. cartea de identitate);
- cu caracter obligatoriu doar în anumite situații (ex. pașaportul);
- cu caracter specific - doar pentru legitimarea anumitor categorii de persoane(ex. elevi, studenți).

## Politici naționale
Potrivit Privacy International, din 1996, deținerea cărților de identitate era obligatorie în aproximativ 100 de țări, însă ceea ce constituie „obligatoriu” variază. În unele țări  este obligatoriu deținerii cărții de identitate atunci când o persoană atinge o vârstă prescrisă de legislație. Pedeapsa pentru lipsa cărții de identitate, de obicei, paote fi o amendă, dar, în unele cazuri, poate fi și detenție până la stabilirea identității. Pentru persoanele suspectate de comiterea unor infracțiuni cum ar fi furtul de magazine sau călătorie fără bilet de autobuz, lipsa cărții de identitate ar putea duce la reținere în stare de arest, situație similară și în țările care nu solicită în mod oficial cărți de identitate. 
În mai multe  țări nu există cărți de identitate naționale, cum ar fi: Andorra, Australia, Bahamas, Canada, Danemarca, Japonia, Kiribati, Insulele , Nauru, Noua Zeelandă, Palau, Samoa, Turkmenistan, Tuvalu & Regatul Unit. La necesitate sunt folosite ca documente de identitate pașapoartele sau permisele de conducere. Guvernele din Kiribati, Norvegia, Samoa și Uzbekistan intenționează să introducă noi cărți de identitate naționale în viitorul apropiat. 

### Europa

#### Belgia

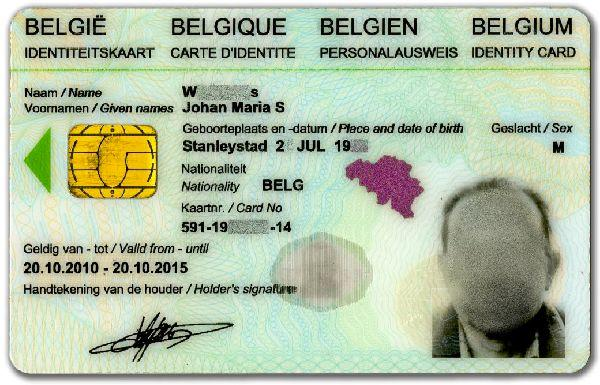
Carte de identitate belgiană

În Belgia, tuturor celor care au împlinit vârsta de 12 ani li se eliberează  carte de identitate (carte d'identité  în franceză, identiteitskaart în olandeză și Personalausweis în germană). De la vârsta de 15 ani toți sunt obligați să dețină cartea de identitate. Pentru cetățenii străini care locuiesc în Belgia se eliberează cărți similare, deși pot să poarte și pașaport, permis de muncă sau permis de ședere temporară.

#### Bulgaria

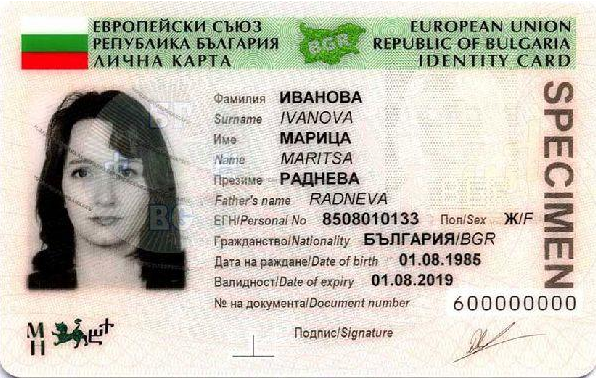
Carte de identitate bulgară

În Bulgaria, de la vârsta de 14 ani, este obligatorie deținerea cărții de identitate (în limba bulgară - лична карта). Orice persoană cu vârsta peste 14 ani care este verificată de poliție fără a avea cel puțin o formă de identificare este supusă unei amenzi de 50 Leva (aproximativ 25 de euro).

#### România

Carte de identitate românească, modelul emis începând cu 2009, care menționează cetățenia și nu numele părinților

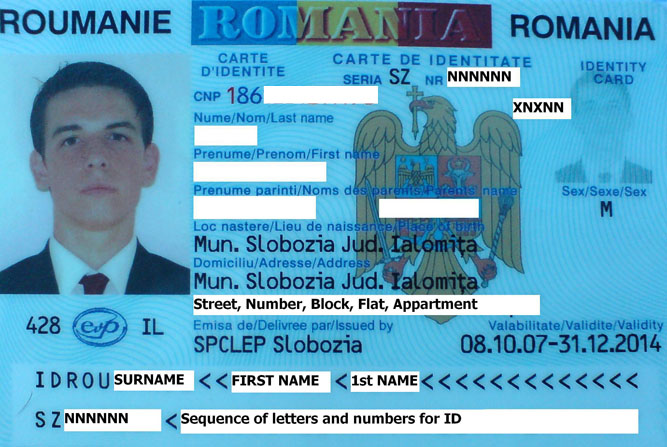
Carte de identitate românească.

Cartea de identitate românească se eliberează fiecărui cetățean român, la împlinirea vârstei de 14 ani obligatorie), cu excepția cetățenilor români domiciliați în străinătate. Aceștia din urmă pot aplica pentru o carte de identitate provizorie în cazul în care au reședință temporară, valabilă timp de un an.
O altă carte de identitate este Cartea de identitate provizorie (Cartea de Identitate Provizorie) emisă temporar atunci când o persoană nu poate obține o carte de identitate normală. Valabilitatea sa se prelungește până la 1 an. Nu poate fi utilizat pentru a călători în UE, spre deosebire de cartea de identitate normală.
Alte forme de identificare acceptate oficial includ permisul de conducere și certificatul de naștere. Cu toate acestea, sunt acceptate doar în circumstanțe limitate și nu pot lua locul cărții de identitate în majoritatea cazurilor. Cartea de identitate este obligatorie pentru relațiile cu instituțiile guvernamentale, băncile sau magazinele de schimb valutar. Un pașaport valabil poate fi, de asemenea, acceptat, dar de obicei numai pentru străini.
Prezentarea cărții de identitate este preferată, dar nu obligatorie, atunci când sunt solicitați de polițiști; cu toate acestea, în astfel de cazuri, oamenii trebuie să furnizeze un CNP sau mijloace alternative de identificare care pot fi verificate la fața locului (prin radio, dacă este necesar).
Informațiile de pe cartea de identitate trebuie să fie actualizate de către proprietar; adresa curentă a domiciliului, în special. Dacă faceți altfel, puteți expune cetățeanul la anumite amenzi sau i se poate refuza serviciul de către acele instituții care necesită un card valabil și actualizat. În ciuda acestui fapt, este obișnuit ca oamenii să lase informațiile să curgă sau să meargă cu cărți de identitate expirate.

#### Croația

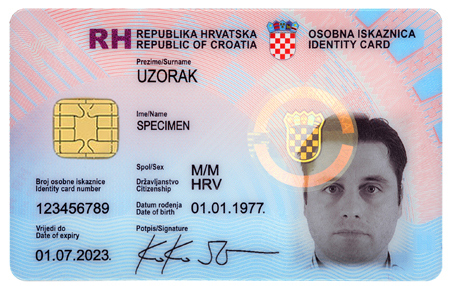
Carte de identitate croată

Toți cetățenii croați pot solicita Carte de identitate numită Osobna iskaznica. Toate persoanele cu vârsta peste 18 ani trebuie să dețină un act de identitate și să îl poarte permanent. 
Cardul de identitate croat este valabil în întreaga Uniune Europeană și poate fi folosit și pentru a călători în țările din afara UE din Balcani.

#### Cipru
Deținerea unui card de identitate civilă este obligatorie pentru orice persoană eligibilă care a împlinit vârsta de doisprezece ani. Din 29 ianuarie 2015 au fost emise Cărți de identitate biometrice.

#### Italia

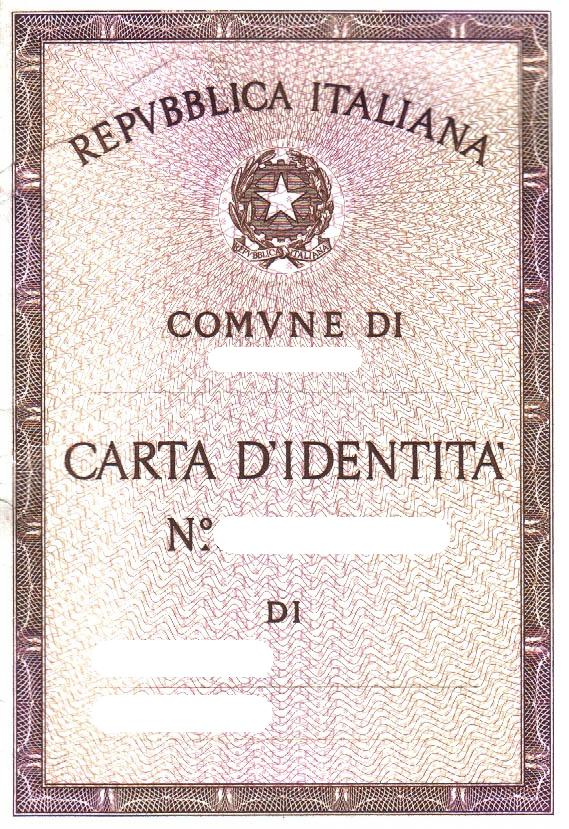
Carte de identitate italiană clasică

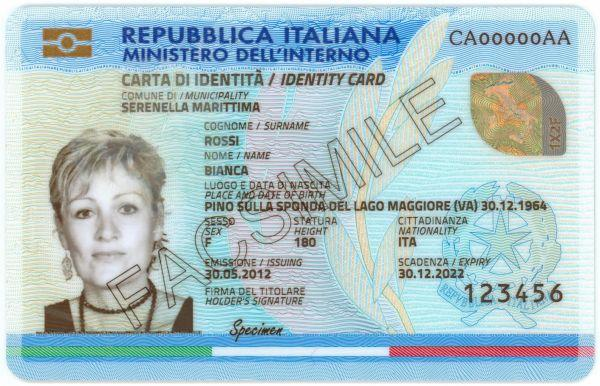
Carte de identitate italiană de tip nou

Toți cetățenii italieni au dreptul să solicite carte de identitate care să fie eliberat de municipalitatea în care trăiesc. Cartea de identitate are durată de valabilitate de zece ani. Nu este obligatorie purtarea cărții de identitate permanent. La solicitarea autorităților pentru identificare poate fi prezentat orice act care stabiliește identitatea.

#### Republica Moldova
În Republica Moldova cărțile de identitate  (buletin de identitate) sunt emise din 1996.  Prima persoană care a obținut buletinul de identitate a fost ex-președintele Republicii Moldova  Mircea Snegur.
Buletinul de identitate al cetățeanului Republicii Moldova se eliberează cetățenilor de la momentul nașterii pentru întrebuințare pe teritoriul republicii. Agenția Servicii Publice este responsabilă cu eliberarea cărților de identitate și de stocarea datelor tuturor cetățenilor Republicii Moldova.
Cartea de identitate moldovenească poate fi obținută de un copil de la naștere. Compania de stat „Registru” este responsabilă pentru eliberarea cărților de identitate și pentru stocarea datelor tuturor cetățenilor moldoveni.

#### Monaco
Cărțile de identitate eliberate cetățenilor din Monaco  pot fi folosite și pentru a călători în Spațiul Schengen.

#### Elveția
Cetățenii elvețieni nu sunt obligați să se identifice în Elveția și, prin urmare, nu sunt obligați prin lege să prezente un document de identitate valabil la cererea unui ofițer de poliție sau a unui oficial similar. În mare parte, documentele de identitate sunt necesare la deschiderea unui cont bancar sau atunci când se ocupă de administrația publică.
Relevante în viața de zi cu zi a cetățenilor elvețieni sunt cartea de identitate și permisul de conducere;  acesta din urmă trebuie prezentat de conducătorul auto la cerere de către un ofițer de poliție. Pașaportul elvețian este necesar doar pentru călătorii peste hotare, în țări care nu acceptă cartea de identitate elvețiană ca document de călătorie.

### America de Sud

#### Columbia

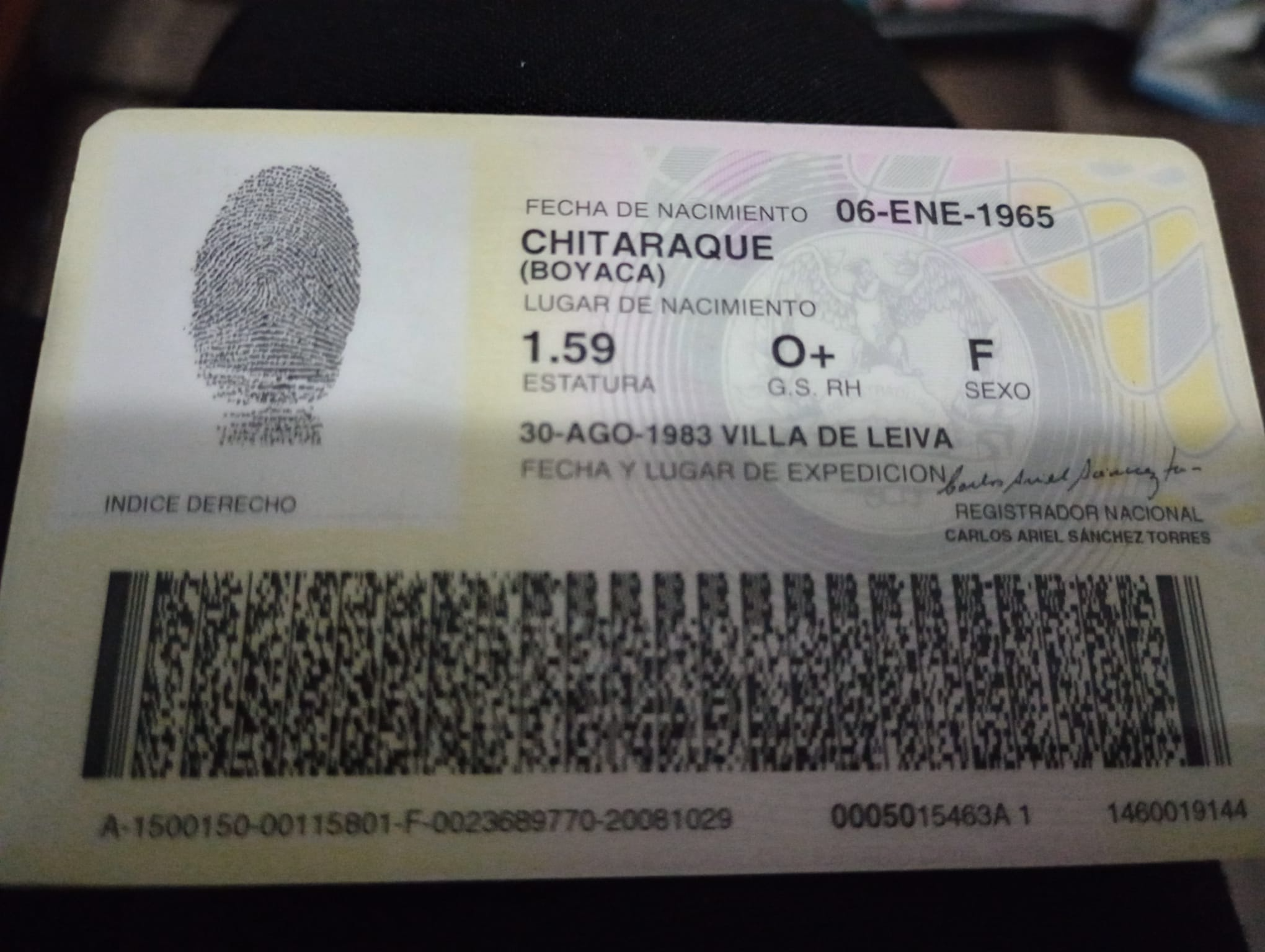

Act de identitate obligatoriu curent din Columbia pentru adulți.

Cartea de cetățenie sau documentul de identitate este actul de identitate eliberat cetățenilor columbieni de către Registrul Național de Stare Civilă din Columbia și misiunile diplomatice din străinătate oricărei persoane columbiene de peste 18 ani, deoarece pentru minori este o „carte de identitate”.  Acesta este singurul act de identificare valabil pentru toate actele civile, politice, administrative și judiciare conform Legii 39 din 1961.

### Asia

#### Afganistan
Cetățenii afgani cu vârsta peste 18 ani trebuie să poarte un document național de identitate numit Tazkira.

#### Bangladesh
Identificarea biometrică există în Bangladesh din 2008. Toți bangladezii care au vârsta de 18 ani și mai mari sunt incluși într-o bază de date biometrică centrală, care este utilizată de Comisia Electorală din Bangladesh pentru a supraveghea procedura electorală din Bangladesh. Bangladezilor li se eliberează un NID Card, care poate fi utilizat pentru a obține un pașaport, permis de conducere, card de credit și pentru a înregistra proprietatea asupra terenului.

#### China
Republica Populară Chineză cere ca fiecare cetățean de la vârsta de 16 ani să poarte carte de identitate. Cardul este singurul document legal acceptabil pentru obținerea unui loc de muncă, permis de ședere, permis de conducere sau pașaport, pentru a deschide conturi bancare, pentru a solicita intrarea la studii.

#### Vietnam
În Vietnam toți cetățenii cu vârsta de peste 14 ani trebuie să dețină carte de identitate.

#### Tailanda

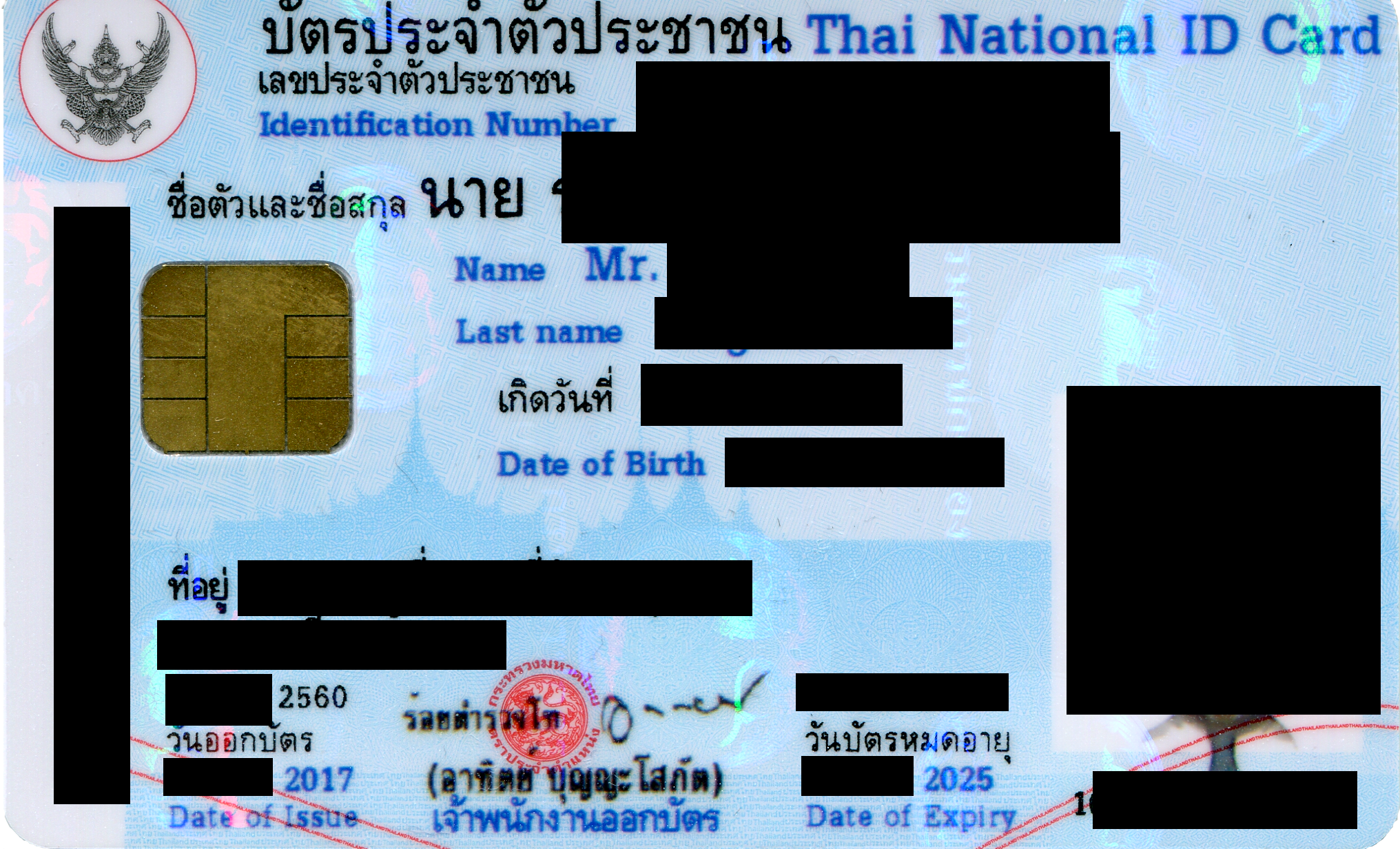
Carte de identitate tailandeză

În Tailanda cartea de identitate (tailandeză: บัตร ประจำ ตัว ประชาชน) este un act oficial de identitate emis numai resortisanților tailandezi. Cardul dovedește identitatea titularului pentru a primi servicii guvernamentale și alte drepturi.

## Alte carduri de identitate pe plan național și internațional

### Pașaportul
Pașaportul este un act de călătorie care face dovada identității și cetățeniei titularului și îi asigură dreptul de a ieși și de a intra în țară prin oricare dintre punctele de trecere a frontierei deschise traficului internațional de călători.

### Cardul european și cardul național de asigurări sociale de sănătate
Cardul Național de Asigurări de Sănătate dovedește că titularul este asigurat în sistemul de asigurări sociale de sănătate din Romania.
Cardul European de Asigurări Sociale de Sănătate îi conferă titularului asigurat dreptul la prestații medicale necesare în cadrul unei șederi temporare într-un stat membru al Uniunii Europene.

### Legitimația de transport pentru studenți
Studenții încadrați în învățământul superior de stat la cursuri de zi  beneficiază de reduceri speciale la transportul CFR în baza unei legitimații speciale, recunoscută și avizată de către Ministerul Educației și Cercetării, precum și de către Ministerul Transporturilor.
Legitimația de student pentru reducere la transport este din carton și are 3 elemente de siguranță: filigran special, bandă cu cerneală fluorescentă UV și ștampilă securizată vizibilă numai cu UV. 
Pentru a fi valabilă în momentul acordării reducerii, legitimația trebuie să fie vizată și ștampilată la zi pentru anul universitar în curs și însoțită de carnetul de student. Totodată este netransmisibilă, folosirea ei de către o altă persoană decât posesorul putând duce la reținerea documentelor acesteia, restituirea către unitatea de învățământ de care aparține, anularea și pierderea, pentru un an, a dreptului posesorului de a beneficia de facilități de transport. 

### Carduri internaționale de identitate pentru studenți, elevi și cadre didactice
La nivel mondial, din anul 1959, circulă trei carduri de identitate special create pentru sprijinirea mobilităților tinerilor, formarea și dezvoltarea lor personala și profesională prin acordarea de facilități speciale: ISIC - Cardul Internațional de Identitate pentru Studenți (en. International Student Identity Card), ITIC - Cardul Internațional de Identitate pentru Studenți (en. International Teacher Identity Card) și IYTC - Card Internațional de Călătorii (en. International Youth Travel Card).
Cele trei carduri de identitate sunt singurele acte oficiale de identitate acceptate pentru aceste categorii de persoane în peste 120 de țări din lume, inclusiv toate statele membre din Uniunea Europeana (U.E.), fiind recomandate și de către Organizația Națiunilor Unite pentru Educație, Știință și Cultură (U.N.E.S.C.O.). Toate le oferă posesorilor acces la servicii și facilități în cele mai diverse domenii de interes.
Mai multe detalii despre cardurile ISIC, ITIC, IYTC